# فريدريش ديديكند
فريدريش ديدكايند (بالألمانية: Friedrich Dedekind)‏ (و. 1525 – 1598 م) هو شاعر، وكاتب، وعالم عقيدة ألماني، ولد في نويشتات آم روبنبرغه، توفي في لونبورغ، عن عمر يناهز 73 عاماً.